# دار المعلا (ذي السفال)

تعديل مصدري - تعديل

دار المعلا محلة تابعة لقرية الفاش، التابعة لعزلة العنسيين بمديرية ذي السفال إحدى مديريات محافظة إب في الجمهورية اليمنية، بلغ تعداد سكانها 98 حسب تعداد اليمن لعام 2004.